# カルベストロール
カルベストロール（英：Carbestrol、開発コードネーム：NSC-19962、ORF-2166）は、シクロヘキセンカルボン酸系の合成非ステロイド性エストロゲンである。ドイシノール酸のセコ類縁体である。1956年に文献に記載され、1960年代に前立腺癌の治療のため開発されたが、医薬品として販売されることはなかった。